# دیگ و تیغ و فتح

نماد خاندا که آنرا بیان تصویری این شعار می‌دانند.

دیگ و تیغ و فتح (به پنجابی: ਦੇਗ ਤੇਗ਼ ਫ਼ਤਿਹ)، شعاری در دین سیک است که بر مسئولیت‌های دوگانه خالسا در تهیه غذا و محافظت تاکید می‌کند.
دیگ، نشانِ لنگر (پخش رایگان غذا به عنوان خیریه) و تیغ، نشانِ روحیه سلحشوری خالسا است. نماد خاندا بیان تصویری این شعار است.
سلحشور سیک، بندا سینگ بهادر این شعار را بر پرچم خود نوشته بود و سردار جسا سینگ آهلووالیا پس از سرکوب حملات افغان‌های مهاجم در سال ۱۷۶۵ میلادی، این شعار را بر سکه‌هایش ضرب کرد که شامل جمله «Deg-o-Tegh-o-Fateh Nusrat-i-bedirang, Yaft az Nanak Guru Gobind Singh» (دیگ و تیغ و فتح، و پشتیبانی بی‌دریغ گورو نانک بدست آمد.) بود. سرداران سیک میسالدار بعدها از این جمله در سکه‌هایشان استفاده کردند. این جمله در سرود ملی ایالت پاتیالا در دوره کنفدراسیون سیک استفاده شده‌بود که تا سال ۱۹۴۸ در تمام ایالت‌های سیک بکار می‌رفت. خان سینگ نابا نیز از این شعار در کتاب خود با نام ماهان کوش نام برده‌است. (صفحه ۱۱۶۵ در ویرایش سال ۱۹۹۹)